# لعبة أكشن

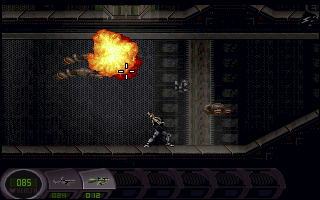

لعبة أكشن (بالإنجليزية: Action game)‏ هي نوع من ألعاب الفيديو تركز على التحديات الجسدية وتتطلب من اللاعب التنسيق بين العين واليد وكذلك سرعة الاستجابة. يشمل هذا النوع أنواعًا فرعية متنوعة، كألعاب القتال والإبراح ضربًا وألعاب إطلاق النار وألعاب المنصات. وأحيانًا ما تُصنَّف ألعاب موبا والاستراتيجية اللحظية على أنها ألعاب أكشن.
في لعبة الأكشن، يتحكم اللاعب عادةً بشخصية خيالية وغالبًا ما يكون بطل اللعبة أو صورة تشخيصية. هذه الشخصية اللاعبة يجب عليها أن تستكشف المستوى وتجمع الأشياء وتتخطى العقبات وتقاتل الأعداء بقدراتها الطبيعية بالإضافة إلى الأسلحة والأدوات الأخرى التي في متناول يدها. في نهاية المستوى أو المستويات، غالبًا ما يجب على اللاعب هزيمة وحش أكثر تحديًا من الآخرين وغالبًا ما يكون غريم أساسي في قصة اللعبة. تستنزف هجمات الأعداء والعقبات من صحة اللاعب ومحاولاته، ويتلقى اللاعب رسالة «انتهت اللعبة» حين تنفذ محاولاته.
وبدلاً من ذلك، فإن اللاعب يصل إلى نهاية اللعبة عن طريق إنهاء سلسلة من المستويات تكمل هدف نهائي، ويرى شارة النهاية. ولكن بعض ألعاب الأكشن - مثل ألعاب الصالات المبكرة - كانت لا تنفك تنتهي من المستويات؛ إذ أن هدف اللاعب هو الوصول إلى أقصى ما يمكن له الوصول إليه حتى يزيد من نقاطه.

## العناصر الرئيسة
تتضمن ألعاب الأكشن أي لعبة يتغلب فيها اللاعب على التحديات بالأساليب الجسدية كالتصويب الدقيق وأوقات الاستجابة السريعة. قد تُدخِل ألعاب الأكشن بعض التحديات أحيانًا كالسباقات أو الألغاز أو جمع الأشياء، ولكنها لا تكون محورية في اللعبة. قد تواجه اللاعبين أيضًا تحديات تكتيكية واستكشافية، ولكن هذه الألعاب تتطلب أولاً وقبل أي شيء سرعة استجابة عالية وتنسيق جيد بين اليد والعين. غالبًا ما يُوضع اللاعب تحت ضغط الوقت، ولا يوجد وقت كافٍ للتخطيط الاستراتيجي المعقد. وعامةً، فإن ألعاب الأكشن الأسرع تكون أكثر تحديًا. قد تشمل ألعاب الفيديو حل الألغاز، ولكنها عادةً ما تكون بسيطة إلى حد ما لأن اللاعب يكون تحت ضغط وقت هائل.

## تصميم اللعبة

### المستويات
يتقدم اللاعبون في لعبة الأكشن بإنهاء سلسلة من المستويات. غالبًا ما تجمع هذه المستويات سمة مشتركة، برسوم متشابهة وأعداء متشابهين وهذا ما يُسمى بعالم. يتضمن كل مستوً تشكيلة من التحديات - قد تكون الرقص في لعبة رقص أو التصويب على الأشياء في ألعاب إطلاق النار - والتي يجب أن يتخطاها اللاعب للفوز باللعبة. كانت الألعاب القديمة تجبر اللاعبين على إعادة المستوى عند الموت، ومع ذلك تطورت ألعاب الأكشن وأصبحت توفر آلية حفظ اللعبة ونقاط التفتيش للسماح للاعب بإعادة جزء من المستوى. تسمح بعض الألعاب بالبعث أو الاستنساخ رغم ذلك بنحو متزايد وبالفرصة لاستعادة الممتلكات المفقودة بسبب الموت مقابل مبلغ من العملات التي داخل اللعبة، والتي عادةً ما تزداد أضعافًا مضاعفة كلما مات اللاعب. مع ذلك، فإن بعض المستويات تضيف أحيانًا عنصرًا من العشوائية، كعدو يظهر مثلاً عشوائيًا أو يتخذ مسارًا غير متوقع.
قد تكون المستويات في لعبة الأكشن خطية المسار أو متفرقة المسارات، وأحيانًا قد تتضمن اختصارات. وبالنسبة إلى المستويات التي تحتاج الاستكشاف، قد يحتاج اللاعب للبحث عن مخرج مخفي أو محروس من الأعداء. مستويات كهذه قد تحتوي أيضًا على أسرار خفية أو أشياء صعبة المنال أو أماكن بها أشياء قيِّمة. يمكن أن تكون الجائزة علاوة أو مخرج غير معتاد يسمح للاعب بالوصول إلى مستوى خفي، أو تخطي عدة مستويات. بعض الألعاب تتميز بوجود جهاز نقل قد يتسبب في ظهور صورة اللاعب في مكان آخر بنفس المستوى. تستعين المستويات غالبًا بالأبواب المغلقة والتي تفتحها مفاتيح محددة يمكن إيجاد بمكان آخر بالمستوى.
في بعض الأحيان تستغل ألعاب الأكشن القيود باللعبة لزيادة التحدي. مع ذلك، فإن مستويات اللعبة لا تتفاعل مع الزمن، ودورة الليل والنهار نادرة. وحين ينتهي المؤقت، فإن اللاعب يخسر محاولة، في حين أن بعض الألعاب تقوم بتوليد عدو قوي أو تحدي. أما إن اكتمل المستوى والمؤقت به بعض الوقت المتبقي، فإن هذا يضيف إلى مجموع نقاط اللاعب.

### قدرات الشخصية
في معظم ألعاب الأكشان، يتحكم اللاعب بتجسيد وحيد للبطل. لدى هذا التجسيد القدرة على الاستكشاف والمناورة، وغالبًا ما يجمع الأهداف. وكذلك فإنه يمتلك نطاقًا من أساليب الهجوم والدفاع، كإطلاق النار أو اللكم. الكثير من ألعاب الأكشن تستخدم هجومًا قويًا للقضاء على كل الأعداء بمساحة محددة، ولكن هذا الهجوم نادر للغاية.
قد يجد اللاعبون تعزيزات لقوتهم داخل عالم اللعبة والتي تمنحهم تحسينات مؤقتة أو دائمة لقدراتهم. على سبيل المثال، قد يجني تجسيد الشخصية زيادةً في السرعة أو هجمات أقوى أو دروعًا من الهجمات. في حين أن بعض الألعاب تسمح للاعبين باستخدام نقاط الترقية على التعزيزات التي يختارونها.

### العقبات والأعداء
في ألعاب الأكشن التي تتضمن استكشاف الخلاء، يواجه اللاعبون العقبات والفخاخ والأعداء. وفي العادة يتبع الأعداء أنماط ثابتة لمهاجمة اللاعب، ومع ذلك تستخدم الألعاب الأحداث ذكاء اصطناعي لملاحقة اللاعب. وأحيانًا يظهر الأعداء في جماعات أو موجات، ويزداد عددهم وقوتهم حتى نهاية المستوى. وقد يظهر الأعداء من العدم. وهذا يتضمن نقطة انطلاق خفية أو مولد ظاهر يمكن للاعب تدميره. يمكن لهذه النقاط توليد الأعداء إلى أجل غير مسمى، أو حتى عدد معين.
في نهاية مستوى أو عدة مستويات ذات طابع موحد، غالبًا ما يلتقي اللاعب بالوحش. يمكن لهذا الوحش أن يكون مطابقًا للعدو العادي الذي يلتقيه اللاعب ولكن أضخم وأصعب. قد يتطلب هذا الوحش سلاحًا خاصًا أو طريقةً معينة للهجوم، مثل ضربه عندما يفتح فمه، أو ضرب جزء معين من جسمه.

### الصحة
في الكثير من ألعاب الأكشن، يمتلك اللاعب عددًا محددًا من نقاط الصحة، والتي تنقص من هجمات الأعداء والمخاطر الأخرى. في بعض الأحيان يمكن تجديد هذه الصحة بجمع أشياء محددة داخل اللعبة. حين تنتهي نقاط صحة اللاعب، فإن شخصيته في اللعبة تموت. وقد تُمنح الشخصية عدة محاولات بعد الموت. عند بدء حياة جديدة، قد يبدأ اللاعب من حيث ماتت شخصيته أو نقطة حفظ أو حتى من بداية المستوى نفسه. بعد عودة الشخصية للحياة، تكون حصينة لبضع ثوانٍ حتى يتمكن اللاعب من تقييم وضعه. قد يجني اللاعبون محاولات أكثر بجمع عدد معين من النقاط أو بالتقاط عنصر محدد من اللعبة. ولا تزال ألعاب الصالات تحدد مقدار محاولات اللاعب، في حين أن الأجهزة المنزلية تتجه أكثر إلى أن تجعل الأمر مفتوحًا.

### الرسم والواجهة
تحدث أحداث ألعاب الأكشن إما في بيئة ثنائية الأبعاد أو ثلاثية الأبعاد. في الألعاب ثنائية الأبعاد، تكون اللعبة من المنظور الجانبي أو من المنظور الرأسي. وتُمرَر الشاشة مرارًا مع حركة اللاعب أو استكشافه للمستوى، وأحيانًا ما تجبر بعض الألعاب اللاعب على المضي قدمًا. في الألعاب ثلاثية الأبعاد، عادةً ما تكون من منظور المتكلم أو منظور الغائب. مع ذلك، تعمل بعض الألعاب بمنظور مرتبط بالسياق يتحكم به ذكاء اصطناعي. جُل ما يحتاج معرفته اللاعب يوجد بشاشة واحدة، إلا أن بعض الألعاب تدرج بعض العناصر على الشاشة مثل الذخيرة والصحة وغيرها. بعض الألعاب تستخدم الخرائط والتي يمكن الوصول إليها أثناء الفترات الهادئة (دون اشتباك) أو عن طريق خريطة مصغرة تظهر دومًا على الشاشة.

### النقاط والفوز
تميل ألعاب الأكشن إلى وضع أهداف بسيطة، والطريق إليها واضح. هناك هدف مشترك بين معظمها وهو النيل من الوحش بآخر اللعبة. وغالبًا ما يُقدَم في صورة قصة مهيكلة نهايتها سعيدة عند ختام اللعبة. في بعض الألعاب، يتغير الهدف حين يكشف اللاعب أجزاء معينة من القصة.
تسجل كثير من الألعاب نقاط اللاعب. وهذه النقاط تُمنَح له عند إنهائه لتحديات معينة أو هزيمة أعداء محددين. وغالبًا ما تكافئ اللاعبين المهرة بمضاعفة النقاط، مثل لعبة باك مان حيث أن كل شبح يأكله اللاعب يمنحه ضعف النقاط التي بالشبح الذي يسبقه. وأحيانًا ما تحوز على أشياء إضافية تزيد من نقاط اللاعب. ولا توجد أي عقوبة لتجنب جمعهم، على الرغم أنها قد تُتيح مستويات مخفية أو أحداث خاصة.
في كثير من ألعاب الأكشن، تحقيق نقاط عالية هو الهدف الوحيد لها، وبناءً على ذلك فإن المستويات تزداد صعوبةً حتى يخسر اللاعب. ومثال على ذلك، ألعاب الصالات والتي من شبه المستحيل الانتصار بها، إذ أنها تربح المال عبر إجبار اللاعب على الخسارة. أما بالنسبة إلى الألعاب المنزلية، فإن لها شروط انتصار محددة، وذلك لأن الناشر يريد من اللاعب شراء لعبة أخرى حين يختم الأولى.

## الأنواع الفرعية
تتفرع من ألعاب الأكشن أنواع عديدة. ومع ذلك، فإن العديد من ألعاب الأكشن لا ينطبق عليها نوع معين، بالإضافة إلى أنواع أخرى من الألعاب كألعاب المغامرات أو الألعاب الاستراتيجية التي تحوي عناصر من الأكشن.

### ألعاب أكشن الشخصيات
ألعاب أكشن الشخصيات، هي تصنيف واسع من ألعاب الأكشن، والتي يقود أحداثها أفعال شخصية اللاعب. يعود هذا المصطلح إلى العصر الذهبي لألعاب الصالات في أوائل عقد 1980، حين بدأت مصطلحات "ألعاب الأكشن" و"ألعاب الشخصيات" بالظهور للتفريق بين ألعاب الأكشن الجديدة والتي تتمحور حول الشخصيات بدلاً من ألعاب الفضاء التي هيمنت على الصالات في أواخر عقد 1970. ومثال على هذه الألعاب هي فروغر (لعبة الضفدع) ولعبة المتاهات باك مان ولعبة المنصات دونكي كونغ.
- أبرحهم ضربًا (أو المتشاجرون): هي ألعاب تتضمن قتالًا في مرحلة بها تمرير جانبي لخصوم عدة، وتستخدم الفنون القتالية أو تقنيات القتال من قرب.[6][7]
- لعبة قتال: هي لعبة تتميز باشتباك فردين من المقاتلين، وبالعادة ما تعتمد على الفنون القتالية. تتحدد الأفعال فيها لحركات الهجوم والدفاع، وتنتهي بها المباريات حين تنزل صحة المقاتل إلى الصفر. تستخدم هذه الألعاب أحيانًا الحركات الخاصة والتجميعات الحركية. هذه الألعاب إما ثنائية الأبعاد أو ثلاثية الأبعاد، وحتى إن ثلاثية الأبعاد منها تجعل ساحة القتال غالبًا في شكل ثنائي الأبعاد إذ تعتمد على الخطى بالجنب. هذه الألعاب أيضًا مختلفة عن ألعاب الرياضات كالملاكمة والمصارعة والتي تعمد إلى تقليد الحركات والتقنيات لتكون أكثر شبهًا بالواقع.[2]